# Ceratophallus socotrensis
Ceratophallus socotrensis é uma espécie de gastrópode  da família Planorbidae.
É endémica do Iémen.